# براندون (فيرمونت)
براندون (بالإنجليزية: Brandon, Vermont)‏ هي بلدة تقع بولاية فيرمونت في الولايات المتحدة. تبلغ مساحتها 104 (كم²)، وترتفع عن سطح البحر م، بلغ عدد سكانها 3966 نسمة في عام 2010 حسب إحصاء مكتب تعداد الولايات المتحدة .

## أعلام
- ستيفن أ. دوغلاس
- روبرت برات
- جون جي. سوير
- جون إل. فاولر
- جورج ديكستر ويتكومب

## وصلات خارجية
- www.town.brandon.vt.us نسخة محفوظة 4 مارس 2010 على موقع واي باك مشين.
- The US50 - Cities and Towns in Vermont State
- Vermont Cities and Towns, Facts, Map, Flag, Colleges, Government, and More